# 蒙唐伯夫
蒙唐伯夫（法語：Montembœuf，法語發音：[mɔ̃tɑ̃bœf]）是法国夏朗德省的一个市镇，属于孔福朗区。

## 地理
蒙唐伯夫（45°46'41"N, 0°33'10"E）面积16.05 平方千米，位于法国新阿基坦大区夏朗德省，该省份为法国西部内陆省份，北起德塞夫勒省和维埃纳省，东临上维埃纳省，东南至多尔多涅省，南至多爾多涅省，西接滨海夏朗德省。
与蒙唐伯夫接壤的市镇（或旧市镇、城区）包括：谢尔沃-沙特拉尔、勒兰杜瓦、马兹罗勒、圣阿德瑞托里、维特拉克-圣樊尚。

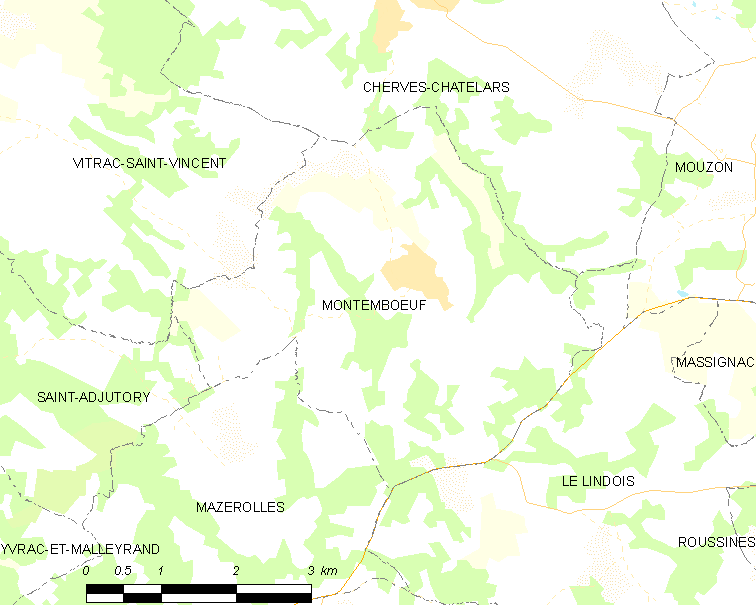
蒙唐伯夫的OSM定位图

蒙唐伯夫的时区为UTC+01:00、UTC+02:00（夏令时）。

## 行政
蒙唐伯夫的邮政编码为16310，INSEE市镇编码为16225。

## 政治
蒙唐伯夫所属的省级选区为夏朗德-博尼约尔县。

## 人口

1962-2008年间蒙唐伯夫人口变化图示

蒙唐伯夫于2022年1月1日时的人口数量为659人。